# Theo Seiler

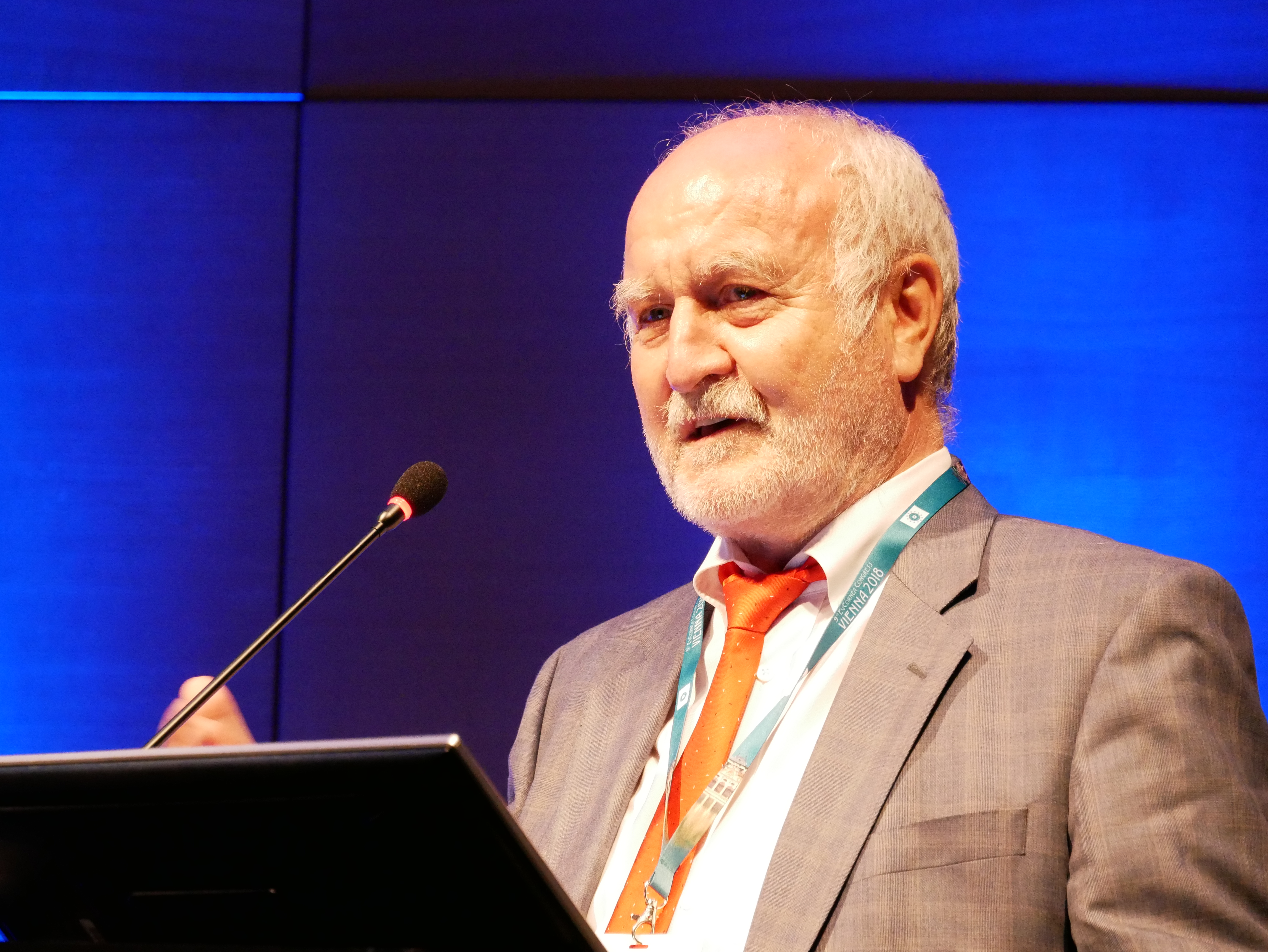
Theo Seiler (2018)

Theo Seiler (* 12. Februar 1949 in Ravensburg) ist ein deutscher Ophthalmologe und Physiker. Er gilt als einer der Pioniere der Refraktiven Chirurgie.

## Leben
Nach dem 1968 in Ravensburg abgelegten Abitur nahm Theo Seiler im gleichen Jahr ein Studium der Mathematik und Physik an der Universität Heidelberg auf, erhielt 1970 das Vordiplom in Physik, wechselte an die Freie Universität Berlin und schloss dort 1972 das Studium als Diplom-Physiker ab. Anschließend begann er noch im selben Jahr ein Medizinstudium. 1975 wurde er mit der Dissertation „Modulierte dynamische Kernspinpolarisation an Kernen kleineren gyromagnetischen Verhältnisses“ an der Freien Universität Berlin zum Dr. rer. nat. promoviert und trat im Folgejahr in den Schuldienst für höhere Schulen (Fächer Mathematik und Physik) ein. Gleichzeitig setzte er sein Medizinstudium fort und legte 1981 das medizinische Staatsexamen in Berlin ab.
1982 wurde  Seiler die Approbation als Arzt erteilt. Seit 1981 Assistenzarzt an der Augenklinik der Freien Universität Berlin, wurde er dort 1982 zum Akademischen Rat ernannt und 1984 mit der Dissertation „Linearität der Tonometrie“ zum Dr. med. mit summa cum laude promoviert. 1986 erwarb Seiler die Facharztanerkennung für Augenheilkunde und wurde zugleich zum Oberarzt an der Universitätsaugenklinik der Freien Universität Berlin, 1989 zum Stellvertretenden Leiter dieser Einrichtung ernannt. Mit der wissenschaftlichen Arbeit „Refraktive Hornhautchirurgie“ habilitierte sich Seiler 1987 an der FU Berlin und erhielt 1989 die Ernennung zum Professor für Augenheilkunde.
Zum 1. Oktober 1993 folgte Theo Seiler dem Ruf als Professor auf den Lehrstuhl für Augenheilkunde sowie als Direktor der Klinik und Poliklinik für Augenheilkunde an das Universitätsklinikum Carl Gustav Carus der TU Dresden. Mit seiner Berufung zum Direktor der Augenklinik der Universität Zürich schied Seiler am 1. Januar 2000 aus der Dresdener Fakultät aus.
Im Oktober 2002 gründete Seiler das „Institut für Refraktive und Ophthalmo-Chirurgie“ (IROC) in Zürich. Seine Arbeits- und Forschungsschwerpunkte umfassen die Hornhautchirurgie, insbesondere refraktive Hornhautchirurgie, Chirurgie der vorderen Augenabschnitte und Physiologische Optik.
Seiler ist Mitglied der Deutschen Ophthalmologischen Gesellschaft (DOG), der American Academy of Ophthalmology (AAO), der Schweizer Ophthalmologischen Gesellschaft (SOG), der American Society of Refractive and Cataract Surgery (ASCRS), der European Cornea Society (EuCornea), der International Society of Refractive Surgery (ISRS) und den Boards von DOG, ISRS und EuCornea.
Theo Seilers Sohn Theo Seiler ist als Augenarzt mit hornhautchirurgischem Schwerpunkt tätig.

## Leistungen und Neuentwicklungen
- 1983 Entwicklung des ersten klinischen Farbstofflasers
- 1984 Entwicklung der ersten Oberflächenspulen für MRI der Orbita
- 1985 Weltweit erste phototherapeutische Keratektomie (PTK) am menschlichen Auge
- 1987 Weltweit erste photorefraktive Keratektomie (PRK) am menschlichen Auge
- 1988 Weltweit erste Holmium-YAG-Laser-Thermokeratoplastik-PRK
- 1989 Erste klinische Studien über PRK
- 1995 Erfindung des cornealen Crosslinkings
- 1998 Erste klinische Anwendungen des cornealen Crosslinkings
- 1999 Weltweit erste wellenfrontgeführte Laserung am Auge
- 2002 Erste topographiegeführte Behandlung mit dem WaveLight Laser
- 2010 Erste Kombination von LASIK und rapid Crosslinking

## Auszeichnungen
- 1987 Axelfeld Award (DOG)
- 1994 Khing Khaled-Award (SAOS)
- 1994 Binkhorst Award (AAO)
- 1995 Barraquer Award (AAO)
- 1996 Graefe Award (DOG)
- 1997 Honour Award (AAO)
- 2002 President´s Award (ISRS/AAO)
- 2004 Lifetime Achievement Award (AAO)
- 2008 Innovators lecture (ASCRS)
- 2009 Ophthalmologe des Jahres 2009
- 2009 Senior Achievement Award (AAO)
- 2010 Science Award (DGII)
- 2012 International Leadership in Ophthalmology (HEF)
- 2012 Fjodorov Award (HSIOIRS)
- 2013 Franceschetti Award
- 2013 Danish Ophthalmological Society
- 2014 DOC-Medaille in Gold
- 2014 ASCRS Ophthalmology Hall of Fame
- 2014 Honorary membership of the BRASCRS
- 2016 Leading Medicine Guide
- 2023 Castroviejo Medal